# Magdeburgrätten
Magdeburgrätten (tyska: Magdeburger Recht) var en uppsättning av tyska stadslagar vilka reglerade graden av den interna autonomin inom städerna och till dem hörande byarna. Modellen och namnet kommer ursprungligen från den kejserliga fria staden Magdeburg.
Magdeburgrätten hade utvecklats under flera århundraden i det Tysk-romerska riket och var möjligen den viktigaste uppsättningen av tyska medeltida stadslagar. Modellen kom senare att anammas av andra monarker i Central- och Östeuropa, till exempel i Polen, Markgrevskapet Brandenburg, Pommern, Böhmen, Schlesien och Ukraina. Lagarna var en milstolpe i regionens urbaniseringsprocess och påskyndade utvecklingen av tusentals byar och städer. Förutom själva Magdeburg användes Magdeburgrätten (eller varianter av den) i städer som Berlin, Prag, Szczecin, Sandomierz, Kraków, Poznań, Wrocław, Hrodna, Kiev, Lviv, Lutsk med flera. Den schlesiska och polska versionen av stadslagarna kallas Neumarkträtten eller Środarätten efter staden Neumarkt in Schlesien (nuv. Środa Śląska), som erhöll en version av Magdeburgrätten i början av 1200-talet och därefter fick ge namn åt denna version.